# Saison 1971-1972 du Rangers FC en coupe d'Europe
Lors de la saison 1971-1972, les Rangers participent à la Coupe d'Europe des Vainqueurs de Coupe.
Entraînés par William Waddell, ils deviennent (après deux finales perdues en 1961 et 1967), la première équipe écossaise à remporter cette compétition. C'est le premier, et à ce jour le seul, titre européen glané par les Rangers FC.
L'envahissement de la pelouse du Nou Camp lors de la finale fut sanctionné d'une interdiction d'un an de toute compétition européenne.
- Premier tour :
  - Stade rennais et Glasgow Rangers 1-1 à Rennes (Willie Johnston 68)
  - Glasgow Rangers bat Stade rennais 1-0 à Glasgow (Alex MacDonald 37)
- Second tour :
  - Glasgow Rangers bat Sporting Portugal 3-2 à Glasgow (Colin Stein 5 10, Willie Henderson 30)
  - Sporting Portugal bat Glasgow Rangers 4-3 à Lisbonne après prolongations (Colin Stein 26 46, Willie Henderson 100)
- Quart de finale :
  - Torino Calcio et Glasgow Rangers 1-1 à Turin (Willie Johnston 12)
  - Glasgow Rangers bat Torino Calcio 1-0 à Glasgow (Alex MacDonald 46)
- Demi-finale :
  - Bayern Munich et Glasgow Rangers 1-1 à Munich (Rainer Zobel (CSC) 47)
  - Glasgow Rangers bat Bayern Munich 2-0 à Glasgow (Sandy Jardine 1, Derek Parlane 22)
- Finale :
  - Le 24 mai 1972 au stade Nou Camp de Barcelone (24 701 spectateurs) : Glasgow Rangers bat Dynamo Moscou 3-2.
  - Buts : Colin Stein (23) et Willie Johnston (40, 49) pour Glasgow Rangers. Vladimir Estrekov (60) et Alexandre Makovikov (87) pour Dynamo Moscou.
  - Glasgow Rangers : Peter McCloy - Sandy Jardine, Derek Johnstone, Dave Smith, Willie Mathieson - John Greig, Alfie Conn, Alex MacDonald - Tommy McLean, Colin Stein, Willie Johnston. Entraîneur : William Waddell.
  - Dynamo Moscou : Vladimir Pilguy - Vladimir Basalev, Oleg Dolmatov, Valeri Zhikov, Vladimir Dolbonosov (Mikhail Gershkovich, 69) - Valeri Zhukov, Anatoli Baidatchini, Andrei Dzhakubik (Vladimir Estrekov, 56), Jozsef Szabo - Alexandre Makovikov, Guennadi Evryouzhikhine. Entraîneur : Konstantin Beskov.
  - Arbitre : José Maria Ortiz de Mendebil, Espagne.